# Asclepias longipedunculata
Asclepias longipedunculata är en oleanderväxtart som beskrevs av T. S. Brandegee. Asclepias longipedunculata ingår i släktet sidenörter, och familjen oleanderväxter. Inga underarter finns listade i Catalogue of Life.